# Eleonora Giorgi

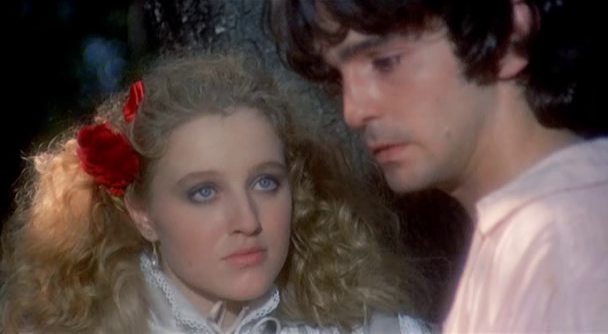
Eleonora Giorgi

Eleonora Giorgi (n. 21 octombrie 1953, Roma, Italia – d. 3 martie 2025, Roma, Italia) a fost o actriță și regizoare italiană de film.
Sex simbol din anii 1970, a câștigat un David di Donatello în 1982 pentru filmul Borotalco.

## Filmogrfie

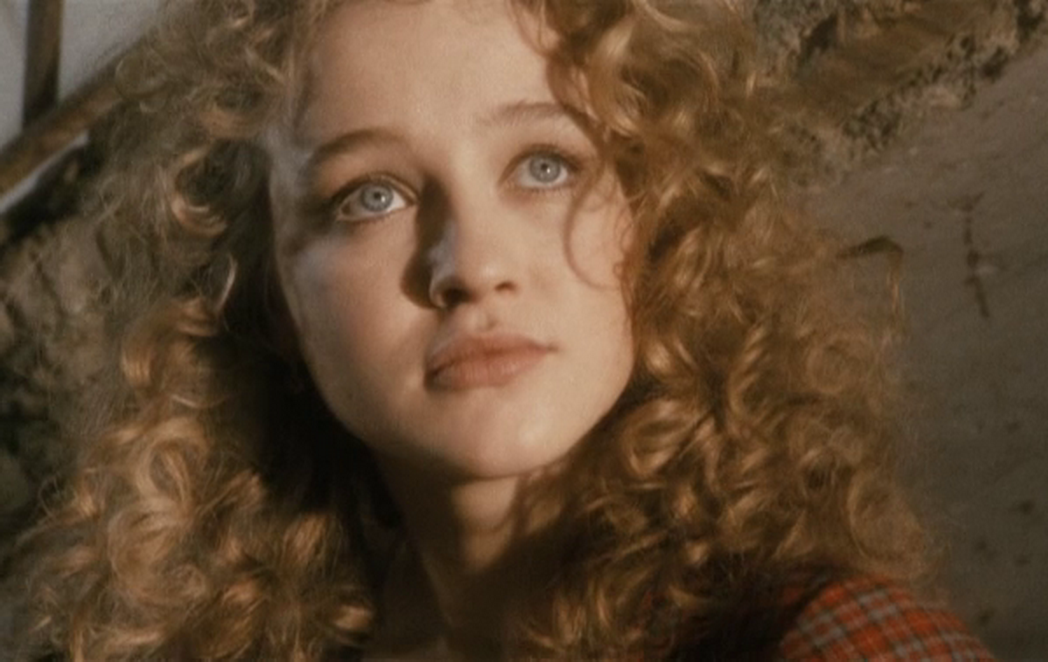
Eleonora Giorgi in Alla mia cara mamma nel giorno del suo compleanno (1974)

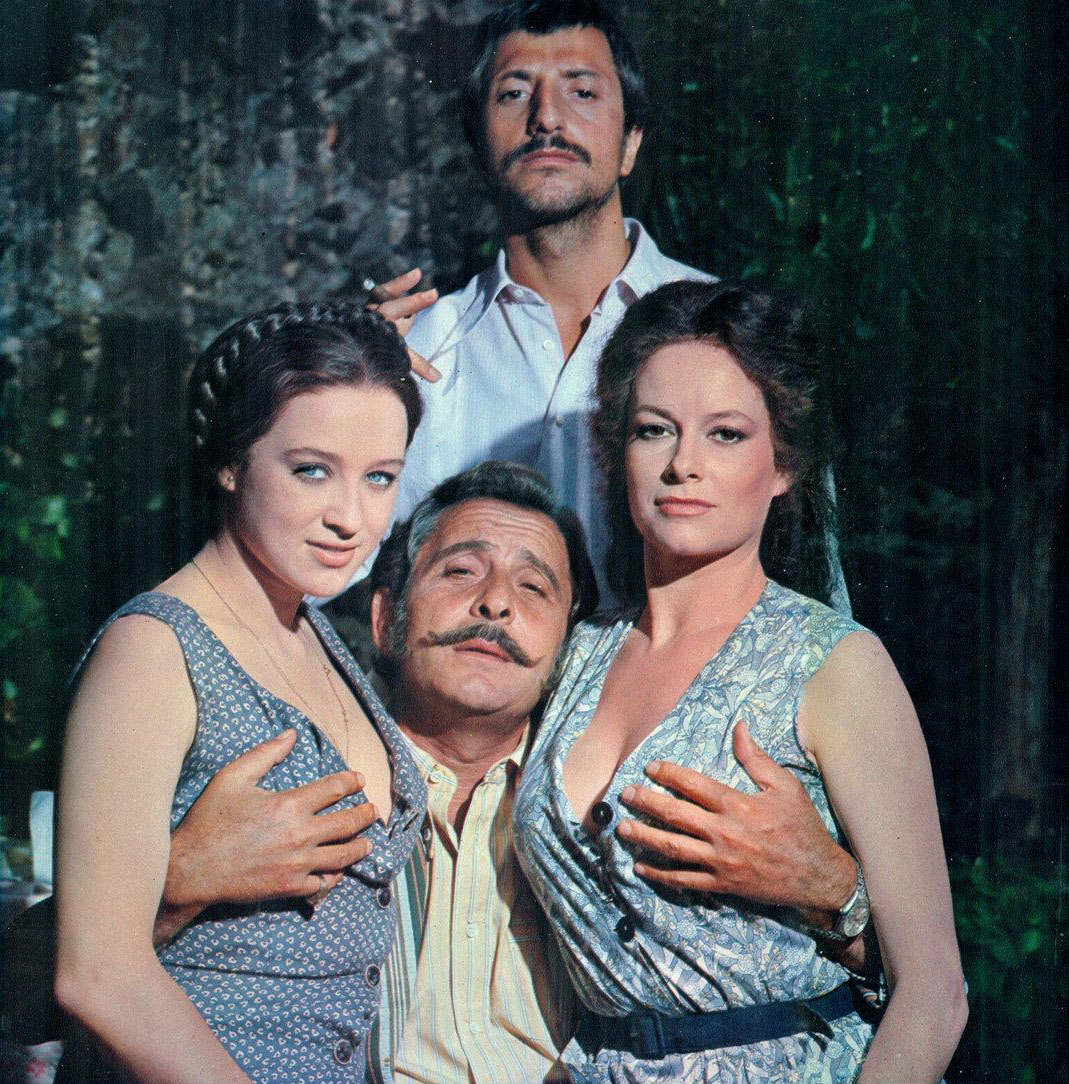
Giorgi (stânga) cu Pippo Franco (sus), Luciana Paluzzi, Domenico Modugno în La sbandata (1974)

- 1971 La tarantola dal ventre nero, regia Paolo Cavara (nemenționată)
- 1972 Roma, regia Federico Fellini (nemenționată)
- 1973 Number One, regia Gianni Buffardi (nemenționată)
- 1973 Tutti per uno botte per tutti, regia Bruno Corbucci
- 1973 Storia di una monaca di clausura, regia Domenico Paolella
- 1974 Appassionata, regia Gianluigi Calderone
- 1974 Il bacio, regia Mario Lanfranchi
- 1974 Alla mia cara mamma nel giorno del suo compleanno, regia Luciano Salce
- 1974 La sbandata, regia Salvatore Samperi
- 1975 Conviene far bene l'amore, regia Pasquale Festa Campanile
- 1975 Cuore di cane, regia Alberto Lattuada
- 1976 Tânăr, violent, periculos (Liberi armati pericolosi), regia Romolo Guerrieri
- 1976 Ultimul post de control (L'Agnese va a morire), regia Giuliano Montaldo
- 1976 L'ultima volta, regia Aldo Lado
- 1977 Disposta a tutto, regia Giorgio Stegani
- 1977 Una spirale di nebbia, regia Eriprando Visconti
- 1978 Ça fait tilt, regia André Hunebelle
- 1978 Suggestionata, regia Alfredo Rizzo
- 1978 6000 km di paura, regia Bitto Albertini
- 1978 Non sparate sui bambini, regia Gianni Crea
- 1979 Dimenticare Venezia, regia Franco Brusati
- 1979 Un om în genunchi (Un uomo in ginocchio), regia Damiano Damiani
- 1979 Mani di velluto, regia Castellano e Pipolo
- 1980 Inferno, regia Dario Argento
- 1980 Mia moglie è una strega, regia Castellano e Pipolo
- 1981 Nudo di donna, regia Nino Manfredi
- 1982 Borotalco, regia Carlo Verdone
- 1982 Oltre la porta, regia Liliana Cavani
- 1982 Grand Hotel Excelsior, regia Castellano e Pipolo
- 1983 Mani di fata, regia Steno
- 1983 Sapore di mare 2 - Un anno dopo, regia Bruno Cortini
- 1984 Vediamoci chiaro, regia Luciano Salce
- 1986 Giovanni Senzapensieri, regia Marco Colli
- 1988 Il volpone, regia Maurizio Ponzi
- 1988 Compagni di scuola, regia Carlo Verdone
- 2007 SoloMetro, regia Marco Cucurnia
- 2012 Carlo!, regia Fabio Ferzetti și Gianfranco Giagni - film documentar
- 2016 My Father Jack, regia Tonino Zangardi
- 2016 Attesa e cambiamenti, regia Sergio Colabona
- 2017 La mia famiglia a soqquadro, regia Max Nardari